# Mir Ali Sér Kaun Tattvi
Mir Ali Sér Tattavi, Kaun (1728-ban született és 1788-ban hunyt el) szindhi moszlim történetíró volt, aki Aurangzeb mogul sah uralkodása után született. Úgy hírlik, hogy első költeményeit még gyerekkorában írta, tanulmányozta a Fatava-e-Álamgíri-t (Aurangzeb törvénykönyve) és később önállóan kezdett esszéket írni. Ezt követően mint tudós, költő és történész remekelt. Kani írói álnév alatt rengeteg művei írt különböző témákról, beleértve Al-Gazáli és Rúmí műveiről. Legjelentősebb műve a Nagylelkű ajándéka (Tuhfatul karaam) volt, melyben összefoglalta a szúfík életét Mohamed idejétől a késő 18. századig. Tartalmazott egy beszámolót a kerbelai mártírokról és általános történelmi információkat is.